# Apophenia
Apophenia er et psykologisk fænomen, hvor tilfældige og meningsløse indtryk opfattes som meningsfulde. At se mønstre eller sammenhæng hvor ingen er, kaldes også patternicity. 
Former for apophenia :
- Pareidolia
- Synchronicity

| Psi | Spire Denne artikel om psykologi er en spire som bør udbygges. Du er velkommen til at hjælpe Wikipedia ved at udvide den. |